# Microhodotermes
Microhodotermes (лат.) — род термитов из семейства термиты-жнецы (Hodotermitidae). Обитает в аридных регионах Южной Африки. Как и у всех термитов-жнецов, у них зазубренные внутренние края нижних челюстей, и у всех каст есть функциональные сложные глаза. Они живут в пустынях Намиб, Калахари и Кару, где их ареалы пересекаются с Hodotermes.
Они добывают корм ночью и в дневное время, а их пигментированные рабочие часто появляются вне гнездаs. Рабочие M. viator собирают в основном одревесневший растительный материал, причем предпочтение отдается видам родов Pteronia и Mesembryanthemum.
Гнёзда термита-жнеца Microhodotermes viator представляют собой затвердевшие подземные структуры с обширными системами туннелей. Эти гнёзда подробно описаны как по нетронутым гнёздам, так и по гнёздам, обнажившимся в результате эрозии. Выявлены различные проявления этих гнёзд, в том числе покрытые песком насыпи на вершине гнёзд M. viator, известные как «heuweltjies», что на языке африкаанс означает «маленькие холмы». Эти структуры («heuweltjies») описываются как приподнятые насыпи (высотой до 2 м) диаметром от 4 до 40 м, которые встречаются в юго-западных районах суккулентного Кару в Южной Африке.

## Виды
Род включает 3 вида:
- Microhodotermes maroccanus
- Microhodotermes viator
- Microhodotermes wasmanni